# ایستگاه راه‌آهن ویلنیوس
ایستگاه راه‌آهن ویلنیوس (لیتوانیایی: Vilniaus geležinkelio stotis) یک ایستگاه راه‌آهن در ویلنیوس، لیتوانی است.
این ایستگاه که در سال ۱۸۶۱ تأسیس شده به راه‌آهن سراسری کشور لیتوانی و کشور روسیه متصل است.

## نگارخانه

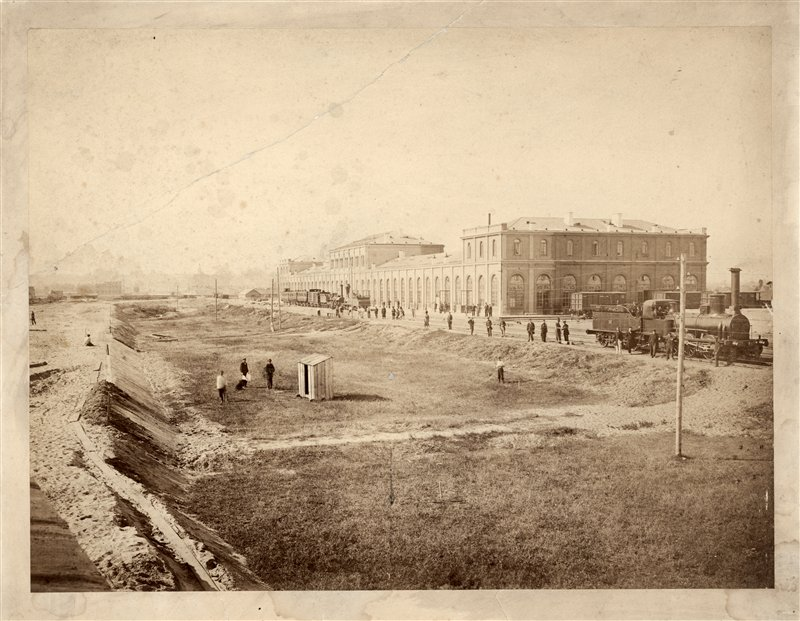
مابین ۱۸۷۰-۱۸۸۰
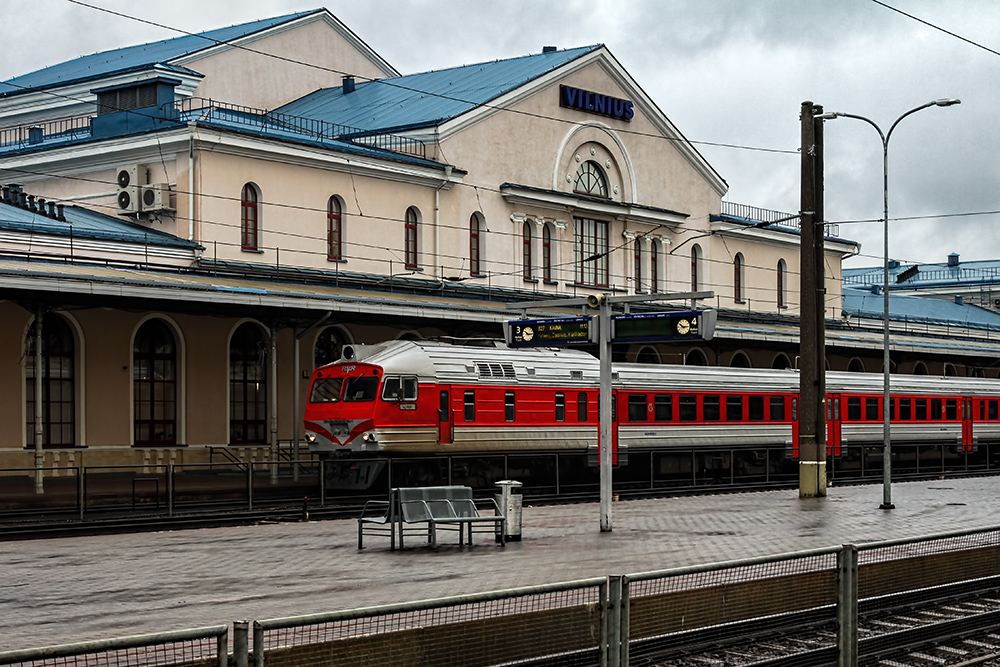
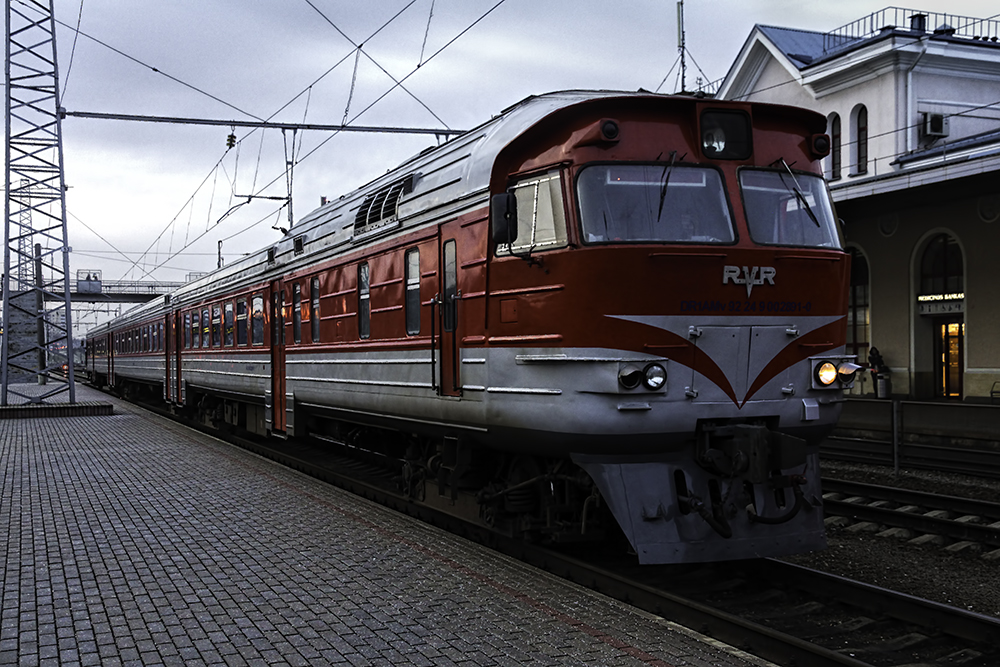
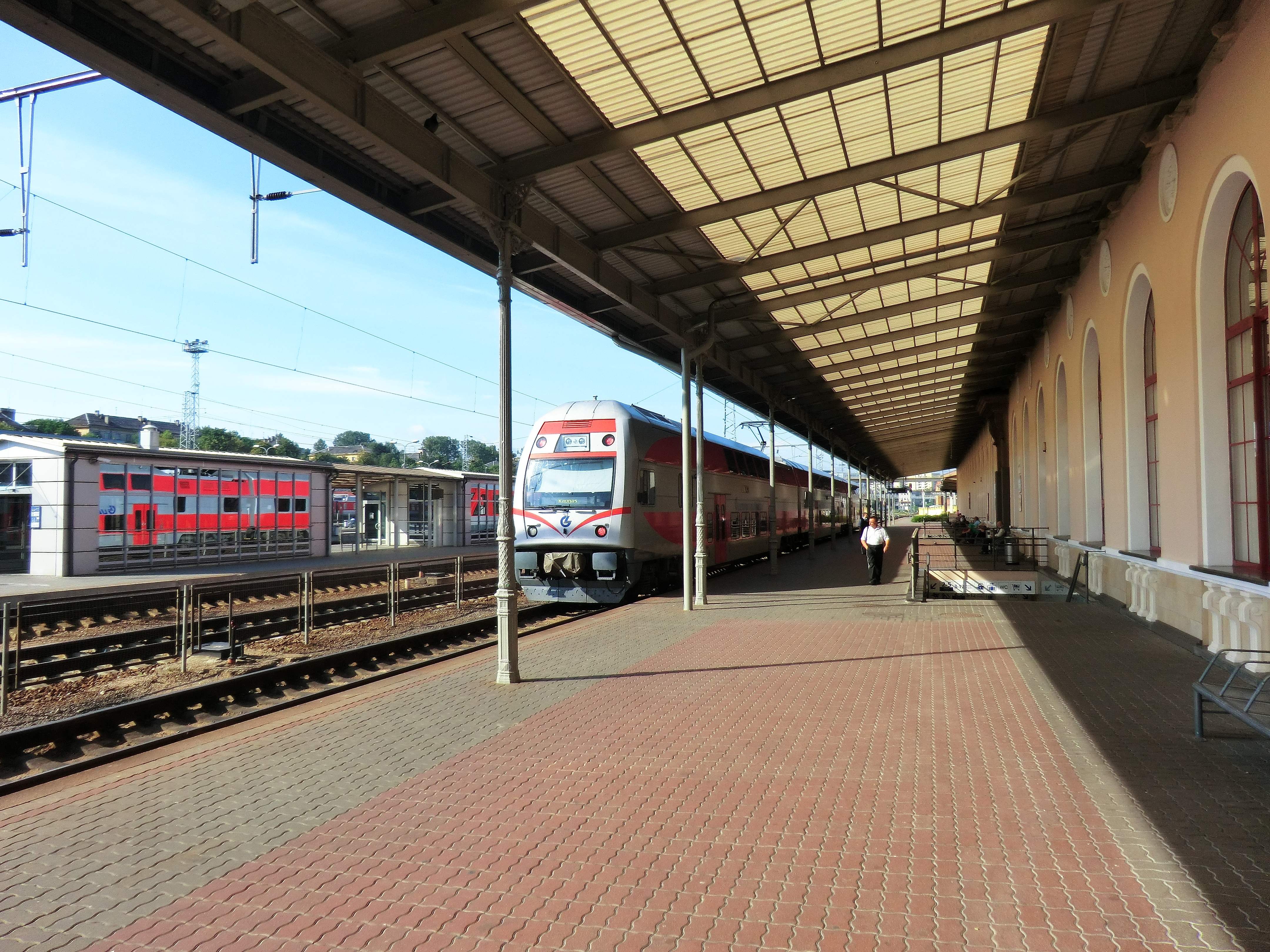